# Hylaeus dentiferellus
Hylaeus dentiferellus är en biart som först beskrevs av Embrik Strand 1912.  Hylaeus dentiferellus ingår i släktet citronbin, och familjen korttungebin. Inga underarter finns listade i Catalogue of Life.